# Пресс, Франк
Франк Пресс (англ. Frank Press; 4 декабря 1924, Нью-Йорк — 29 января 2020) — американский учёный, специалист в области геофизики, океанографии и сейсмологии. С 1981 по 1993 год президент Национальной академии наук США и председатель Национального научно-исследовательского совета (National Research Council (United States)), с 1977 по 1981 год советник по науке президента США (Science Advisor to the President) и директор Office of Science and Technology Policy.
Член Национальной академии наук США (1958), Американского философского общества (1973), Папской академии наук (1999), иностранный член Французской академии наук (1981), Лондонского королевского общества (1985), АН СССР (1988, Российской академии наук с 1991), почётный иностранный член Румынской академии (1991).

## Биография
Родился в бруклинском районе Браунсвил в семье еврейских иммигрантов из Минска Саула (Соломона) и Двейры (Доры) Пресс, был младшим из трёх сыновей. Из Минска родителям удалось переехать в Харбин и через год по отдельности эмигрировать в США в 1916 и 1917 годах. Отец служил приказчиком в магазине головных уборов, мать была домохозяйкой. В семье говорили на идише, так как мать плохо освоила английский язык; учился в школе с преподаванием на идише школьной сети рабочего движения «Арбетер ринг».
Получил степень бакалавра в Городском колледже Нью-Йорка, магистра и доктора философии — в Колумбийском университете. Первоначально занимался океанографией, затем переключился на сейсмологию. Работал в Колумбийском университете, Массачусетском технологическом институте, Калифорнийском технологическом институте. Спроектировал сейсмограф, который уловил сигнал от Великого Чилийского землетрясения. Проводил совместные исследования с Владимиром Исааковичем Кейлис-Бороком. Под его началом получил докторскую степень Дон Л. Андерсон (в 1962).
Член Американской академии искусств и наук и Королевского астрономического общества.
В его честь названы гора, вид червей и награда The Frank Press Public Service Award.

## Заслуги
- Золотая медаль Королевского астрономического общества (1971)
- Медаль Артура Л. Дэя (1972)
- Медаль Уильяма Боуи[англ.] (1979)
- Премия Японии (1993)
- Pupin Medal, Колумбийский университет (1993)
- Национальная научная медаль США (1994)
- Vannevar Bush Award (1994)
- Большая золотая медаль имени М. В. Ломоносова (1997)
- AASG Pick and Gavel Award (2007)

Был удостоен тридцати почётных степеней.